# À trois
Pour plus de détails, voir Fiche technique et Distribution.
À trois (Трое) est un film russe réalisé par Anna Melikian, sorti en 2020,,.

## Fiche technique
- Photographie : Nikolaï Jeludovitch
- Musique : Konstantin Poznekov, Rafaèl Minichev
- Décors : Ekaterina Djagarova, Renat Gonibov
- Montage : Gleb Ross, Nikita Baranov, Pavel Ruminov